# 미국 우선주의
미국 우선주의(美國優先主義, 영어: America First 아메리카 퍼스트[*])는 일반적으로 미국의 민족주의, 일방주의, 보호주의 및 고립주의를 강조하는 미국의 대외 정책을 말한다. 미국은 제1차 세계 대전 시기에 활동했던 불개입 압력 단체인 미국 제1위원회(International Interventionist Pressure Group)에 의해 옹호되었다. 2016년 이래로 도널드 트럼프 미국 대통령의 행정부는 비슷한 목표를 강조한 동일한 이름의 외교 정책을 추구해 왔다.

## 기원
"미국 우선"(America First)은 민주당과 공화당 정치인 모두에 의해 슬로건으로 사용되었다. 우드로 윌슨 대통령은 제1차 세계대전이 발발했을 때 윌리엄 랜돌프 허스트와 함께 중립을 정의하기 위해 이 모토를 사용했다. 이 모토는 1920년 선거에서 하딩 대통령에 의해 선택되기도 했다.
미국 우선주의는 제2차 세계대전에 대한 미국의 개입을 반대하는 불개입 압력 그룹인 아메리카 퍼스트 위원회(America First Committee)가 옹호하는 슬로건 및 외교 정책으로 가장 잘 알려져 있으며, 이는 국제 관계에서의 미국 민족주의와 일방주의를 강조한 것이다. 미국 제1위원회의 회원 수는 450개 지부의 80만 명의 유료 회원으로 정점을 찍었으며, "미국 우선"이라는 슬로건을 대중화했다. 미국 제1위원회는 미국에서 다양한 계층의 지지자들을 가지고 있었지만, 미국의 2차 대전 참전 이후 반유대주의와 친파시스트라는 비판을 받으며 세력을 잃었다.
후기에는 제2차 세계 대전 불개입을 주장하는 아메리카 퍼스트 위원회(America First Committee)를 찬양하며 "그 위원회의 성과가 기념비적"이라고 말했던 패트릭 뷰캐넌이 이 슬로건을 사용하였다. 뷰캐넌의 미국 우선주의 외교 정책 요구는 아메리카 퍼스트 위원회와 비견된다.

## 트럼프 대통령 재임 중 역사
트럼프는 먼저 2016년 3월 뉴욕 타임즈 인터뷰에서 데이비드 이 생거 (David E. Sanger)의 제안과 역사적 비교에 대한 슬로건을 받아 들였다.[11][12] 몇 개월 후, 패트릭 부캐넌의 사전 사용 또는 AFC를 언급하지 않고 트럼프는 대통령 선거 운동을 하는 동안 "'미국 우선주의'가 그의 행정부의 주요하고 우선적인 주제가 될 것"이라고 말했다. 대통령 선거에 당선되자, '미국 먼저'는 트럼프 행정부의 공식 외교 정책 선언이 되었다.[2] 트럼프 취임 연설의 주제였으며, 2017년 1월 25일에 발표된 Politico / Morning Consult 설문 조사에 따르면 미국인의 65%가 트럼프 대통령의 "미국 먼저"라는 취임 메시지에 긍정적으로 응답했지만 39%는 연설이 저급하다고 응답했다. 2017년에 행정부는 2018년 미국 재정비 및 미국 먼저라는 제목을 덧붙여서 연방 예산을 제안했으며, 후자는 군사, 국토 안보 및 재향 군인 지출 증가, 외국으로 가는 지출 감소, 그리고 균형 예산을 달성하기 위한 10년 목표를 언급했다.
이 슬로건은 일부 사람들에 의해 미국 제1위원회의 비교되며 비판을 받았다. 트럼프는 고립주의자라는 것을 부인했으며 "나는 이 표현을 좋아한다"고 말했다. 많은 학자 (데보라 대쉬 무어 등), 주석가 (Bill Kristol 등)와 유대 조직 (ADL 및 JCPA 포함)은 역사적으로 낙태주의와 반유대주의와의 연관성으로 인해 슬로건의 사용을 비판했다.
다른 사람들은 트럼프가 불개입주의자가 아니며 결코 그런 적이 없다고 말했다. 미국 보수당의 칼럼니스트 다니엘 래리슨 (Daniel Larison)은 다음과 같이 썼다. "트럼프는 이전의 전쟁을 재난이라고 재빨리 비난했지만, 전쟁에 대한 그의 불만은 미국이 그것으로부터 가시적인 이익을 얻지 못했다는 점이다. 그는 다른 국가를 공격하는 것이 잘못됐다고 전혀 생각하지 않으며, 다른 국가의 자원을 획득하지 못한 것을 아쉬워 했다." 그리고 "그는 전쟁 종식을 요구하지도 않았으며 오히려 '승리'에 대해서만 이야기했다"고 말했다. 트럼프는 유럽 연합을 훼손하는 것을 목표로 하는 정책 뿐만 아니라 더불어 경제적 정책적 비판까지도 만들어냈다.

## 대중 문화에서
이 정책과 문구는 네덜란드 코미디언 아르옌 루바흐(Arjen Lubach)에게서 영감을 받아 트럼프가 취임한 후 독일 코미디언 얀 뵈머만(Jan Böhmermann)에 의해 시작된 Every Second Counts 비디오 콘테스트를 통해 국제 풍자의 주제가 되었다. 뉴스 풍자 텔레비전 프로그램은 처음에 유럽 전역에서, 그리고 나중에 세계 각국에서, 트럼프의 민족주의 슬로건에 비추어 자신의 국가를 인정하기 위해 비슷한 목소리, 음성 패턴 및 과장을 사용하며 호소한다. 예를 들어, 루바흐의 초기 버전은 "우리는 미국이 첫번째가 될 것이라는 것을 완전히 이해하고 있지만 네덜란드가 두번째라고 말할 수 있습니까?"라고 말함으로써 끝났다.

## 같이 보기
- 도널드 트럼프